# Alexander Petrowitsch Kusjakin
Alexander Petrowitsch Kusjakin (russisch Александр Петрович Кузякин, wiss. Transliteration Aleksandr Petrovič Kuzjakin; * 20.jul. / 2. Februar 1915greg. in Bolschije Karmaki (heute Uspenskoje), Oblast Tjumen, Gouvernement Tobolsk; † 17. April 1988 in Moskau) war ein sowjetischer Zoologe und Mammaloge. Seine Forschungsinteressen galten den Fledertieren, den Schmetterlingen und der medizinischen Zoologie. 

## Leben
Kusjakin wuchs in einer großen Bauernfamilie mit neun Geschwistern und vier Stiefgeschwistern auf. Seine Mutter starb, als er 2 Jahre alt war. Sein Vater heiratete anschließend erneut. Von klein auf kümmerte sich Kusjakin um zahlreiche Nutztiere. 
Im Jahre 1922 zog er zu seiner Schwester nach Tjumen. Dort besuchte er das Heimatkundemuseum, wo der Arzt Andrej Michailowitsch Kusnezow, der in seiner Jugend Alfred Brehm durch Südsibirien und Kasachstan führte, sein Mentor wurde. Von 1930 bis 1932 arbeitete er im Moskauer Zoo. Im Winter 1930/1931 war er stellvertretender Leiter einer Expedition für den Fang lebender Raubtiere für einen Zoo im Nordural. Im Sommer 1931 hielt er mit Nikolai Pawlowitsch Naumow Kurse über die Feldpraxis von Jagdschülern an der Mittelwolga. Von April bis Juni 1932 beteiligte er sich am Fang von lebenden Reptilien in Turkmenistan.  
Gleichzeitig sammelte er Spitzmäuse, Fledermäuse und Nagetiere. In Taschkent traf er sich mit dem Fledermausforscher Roman Nikolajewitsch Meklenburzew, von dem er lernte, wie man Fledermäuse für wissenschaftliche Sammlungen konserviert und korrekt präpariert. Professor Sergei Iwanowitsch Ognjow stellte ihm in seinem Labor einen Platz als Präparator zur Verfügung. In den Jahren 1932 bis 1935 studierte er an der Arbeiterfakultät des Moskauer Pelzinstituts in Balaschicha. 
Anschließend absolvierte Kusjakin ein Zoologiestudium an der Staatlichen Universität Moskau, das er im Juni 1941 abschloss. Er war aktiv in der medizinischen Zoologie tätig und untersuchte Zentren der von Zecken übertragenen Spirochaetose und der Hautleishmaniose in Zentralasien. Er war der erste Theoretiker, der die Rolle von Säugetieren in den Zentren der Leishmaniose aufzeigte. Kusjakin leistete im Auftrag des Volkskommissariats für Gesundheit der UdSSR antiepidemische Arbeit in medizinischen Einrichtungen Moskaus und an den Kriegsfronten von Stalingrad und Kaliningrad, für die er die Medaille „Für die Verteidigung Moskaus“, die Medaille „Für die Verteidigung Stalingrads“ und die Medaille „Für heldenmütige Arbeit im Großen Vaterländischen Krieg 1941–1945“ erhielt. Im Oktober 1944 schloss Kusjakin sein Postgraduiertenstudium ab, und im Dezember desselben Jahres verteidigte er seine Dissertation zum Thema Сезонная пендинка, факторы её очаговости и меры массовой профилактики (deutsch: Saisonale Hautleishmaniose, Faktoren ihres Schwerpunkts und Maßnahmen der Massenprävention).
Im Jahr 1948 nahm er an der Tagung über die Schaffung von staatlichen Waldstreifen teil, womit eine weitere Richtung seiner wissenschaftlichen Tätigkeit, die Agrarzoologie, begann. 
Im März 1952 wechselte er in die Abteilung für Zoologie des nach Nadeschda Konstantinowna Krupskaja benannten Moskauer Regionalen Pädagogischen Instituts (Московский государственный областной университет). Im Dezember desselben Jahres wurde er zum Professor dieser Abteilung gewählt, und ein Jahr später wurde ihm der Professorentitel verliehen. Im Oktober 1952 wurde in die Moskauer Gesellschaft der Naturforscher aufgenommen. 
Von Ende 1952 bis 1981 fungierte er als Leiter der Abteilung. Er gründete den Lehrgang Medizinische Zoologie (natürliche Zoonosen und ökologische Grundlagen ihrer Bekämpfung) in der Abteilung für Militärische Epidemiologie des Zentralinstituts für ärztliche Fortbildung, wo er 16 Jahre lang (1946–1962) mit Unterbrechungen unterrichtete. Viele Jahre lang wurde der Kurs von Studenten der biologischen und geographischen Fakultäten der Lomonossow-Universität Moskau besucht. Von 1957 bis 1958 arbeitete er in der Volksrepublik China.
1950 erschien Kuskakins wichtigstes Werk Летучие мыши (систематика, образ жизни и польза для сельского и лесного хозяйства) (deutsch: Fledermäuse (Systematik, Lebensweisen und Nutzen für die Land- und Forstwirtschaft)), das als Grundlage für seine Doktorarbeit über die Fledermäuse der Mittel- und Nordpaläarktis diente, die er im selben Jahr verteidigte. 
Kusjakin war auch ein eifriger Schmetterlingssammler, der 21.000 Exemplare zusammentrug. 1977 erstellte er einen systematischen Katalog der Tagfalter-Fauna der UdSSR, der jedoch nicht gedruckt wurde.
Kusjakin beschrieb mehrere Arten und Unterarten von Fledermäusen, darunter Myotis auracens (heute ein Synonym für Myotis mystacinus), Eptesicus gobiensis bobrinskoi, Plecotus macrobullaris, Myotis bucharensis, Myotis natteri tschuliensis, Myotis zibelina schantaricus, Myotis zibelina arsenjevi und Myotis sogdianus (heute ein Synonym für Myotis nipalensis).